# رایکو میتیچ
رایکو میتیچ (سیریلیک صربی: Рајко Митић؛ ۱۹ نوامبر ۱۹۲۲ – ۲۹ مارس ۲۰۰۸) یک بازیکن فوتبال و سرمربی اهل یوگسلاوی بود.

## باشگاهی
از باشگاه‌هایی که در آن بازی کرده‌است می‌توان به باشگاه فوتبال ستاره سرخ بلگراد و تیم ملی فوتبال یوگسلاوی اشاره کرد.
وی در مسابقات کشوری و بین‌المللی در مجموع برندهٔ ۲ مدال نقره شده‌است.